# Charles-Bonaventure de Longueval de Bucquoy

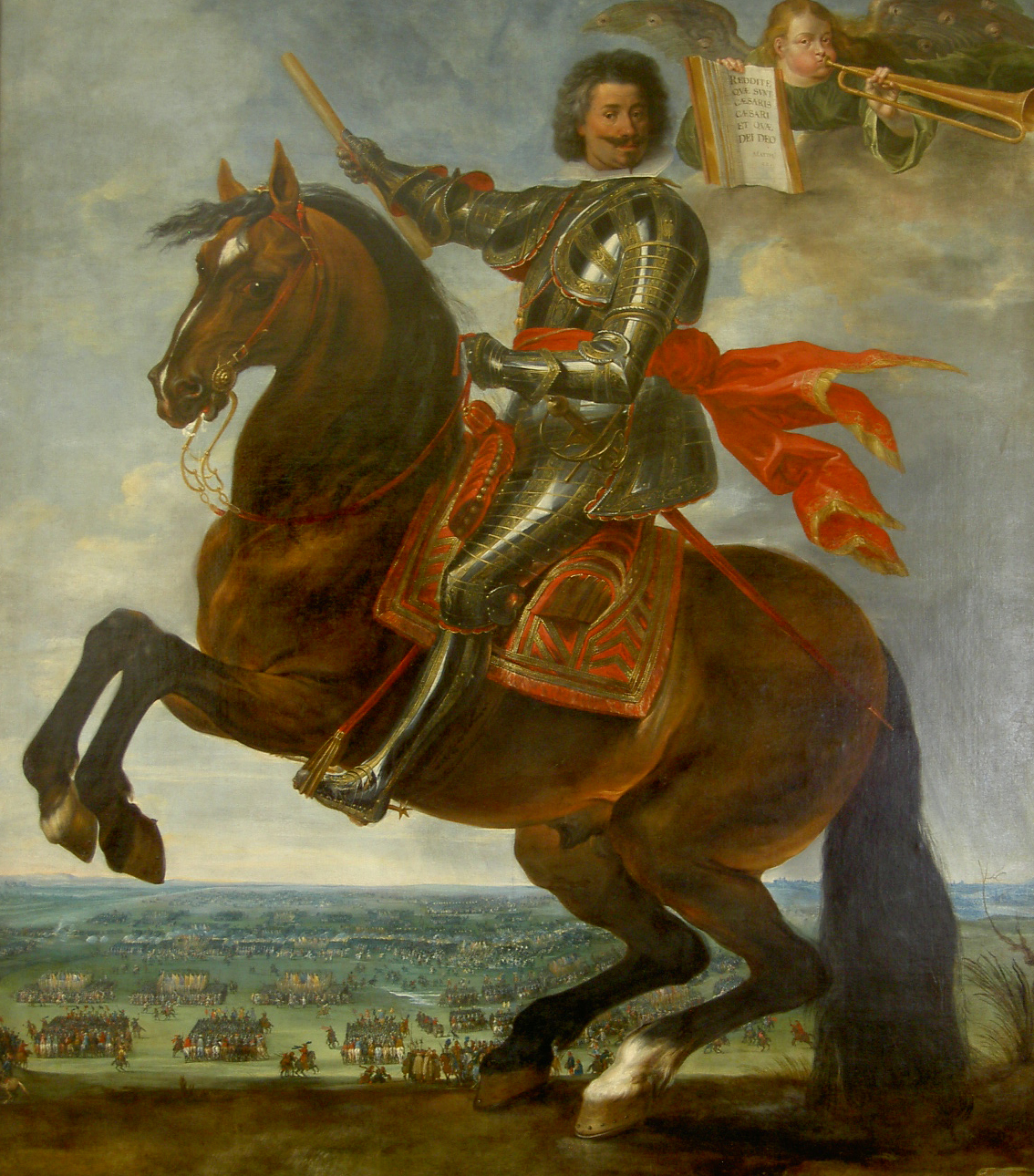
Charles-Bonaventure de Longueval de Bucquoy, målning av Pieter Snayers.

Charles-Bonaventure de Longueval de Bucquoy, född den 9 januari 1571 i Arras, död den 10 juli 1621 i Neuhäusel, var en österrikisk greve och general, förfader till Georg Franz August von Buquoy.
Bucquoy lärde sig krigskonsten under Albrekt av Österrike och Ambrogio Spinola i nederländska frihetskriget, varunder han 1600 blev slagen vid Nieuwpoort av Moritz av Oranien. Bucquoy övertog 1618 som generalfälttygmästare högsta befälet över de kejserliga trupperna i Böhmen, där han 1619 slog Mansfeld vid Nadelitz samt intog flera bömiska städer och slott. Samma år hindrade han Bethlen Gábor att gå över Donau. I österrikarnas och bayrarnas gemensamma seger över böhmarna i slaget på Vita berget (18 november 1620) hade Bucquoy stor andel. Sistnämnda år underkuvade han Mähren. Han stupade följande år i en av striderna med Bethlen Gábor.